# Siphogenerinoides
Siphogenerinoides es un género de foraminífero bentónico de la subfamilia Siphogenerinoidinae, de la familia Siphogenerinoididae, de la superfamilia Buliminoidea, del suborden Buliminina y del orden Buliminida. Su especie tipo es Siphogenerina plummerae. Su rango cronoestratigráfico abarca desde el Turoniense (Cretácico superior) hasta el Ypresiense (Paleoceno superior).

## Discusión
Clasificaciones previas incluían Siphogenerinoides en el suborden Rotaliina del orden Rotaliida.

## Clasificación
Siphogenerinoides incluye a las siguientes especies:
- Siphogenerinoides bentonstonei †
- Siphogenerinoides bermudesi †
- Siphogenerinoides bramletti †
- Siphogenerinoides carlilensis †
- Siphogenerinoides clarki †
- Siphogenerinoides clavata †
- Siphogenerinoides compressa †
- Siphogenerinoides costifera †
- Siphogenerinoides coya †
- Siphogenerinoides cretacea †
  - Siphogenerinoides cretacea idkyensia †
- Siphogenerinoides dentata †
- Siphogenerinoides diourli †
- Siphogenerinoides eleganta †
- Siphogenerinoides elnaggari †
- Siphogenerinoides jordanensis †
- Siphogenerinoides landesi †
- Siphogenerinoides oveyi †
- Siphogenerinoides parva †
- Siphogenerinoides peruviana †
- Siphogenerinoides plummeri †
- Siphogenerinoides reticulata †